# Barreras de salida
En economía las barreras de salida son obstáculos que impiden o dificultan a una empresa la salida del mercado, ya que las obliga a permanecer en la industria operando, a pesar de obtener malos resultados económicos e incluso pérdidas.
Algunos ejemplos de barreras de salida comunes son:
- Tenencia agradables poco liquidables, como activos altamente especializados con pequeño valor de liquidación.
- Gran cantidad de regulaciones laborales, que suponen un alto coste para la empresa.
- Compromisos de largo plazo con clientes o proveedores, por los cuales la empresa debe permanecer más tiempo en el sector, manteniendo la capacidad para la fabricación, los costes de producción, procurando cubrir sus costos variables.
- Barreras emocionales que suponen una resistencia emocional por parte de la dirección a una salida que está económicamente justificada y que no se quiere llevar a cabo por lealtad a los empleados, por temor a la pérdida de prestigio, por orgullo.
- Interrelaciones estratégicas, entre unidades de negocio y otras en la compañía en términos de imagen, capacidad comercial, acceso a mercados financieros; son la causa de que la empresa conceda una gran importancia estratégica a estar en una actividad concreta
- Restricciones sociales y gubernamentales como la negativa del gobierno a decisiones de salida, debido a la pérdida de puestos de trabajo, a efectos económicos regionales o a la falta de producción en algún área que sea estratégica.